# Carlo di Campobasso
Carlo di Monforte-Gambatesa, noto come Carlo di Campobasso (... – post maggio 1459), è stato un nobile e condottiero italiano, conte di Termoli e signore di Apricena e Campomarino.

## Biografia
Nato in data sconosciuta da Guglielmo di Monforte-Gambatesa e da una dama della casata dei Montagano, di cui non se ne conosce il nome, venne avviato alla carriera militare nella compagnia di ventura di Jacopo Caldora, prendendo così parte alla battaglia tra gli Angioini e gli Aragonesi, pretendenti al trono del Regno di Napoli. Morto il Caldora nel 1439, dopo aver partecipato al suo funerale alla Badia Morronese di Sulmona, passò a militare sotto il comando del di lui figlio primogenito Antonio Caldora.
Nel 1442 si recò con Raimondo d'Annecchino a Fermo da Alessandro Sforza per trattare la liberazione di Raimondo Caldora, rimasto prigioniero dopo l'assedio di Ortona. Nel novembre dello stesso anno ottenne i feudi di Apricena, Campomarino e Termoli.
Nel 1443 si ritrovò a Napoli al parlamento indetto da Alfonso V d'Aragona non molto tempo dopo la sua incoronazione a nuovo re del Regno di Napoli; passò quindi al suo servizio e venne mandato a soccorrere il duca di Milano Filippo Maria Visconti, il quale si trovava in guerra contro la Repubblica di Venezia. Nel 1447 rese omaggio al nuovo papa Niccolò V.
Passò poi al soldo dell'Aurea Repubblica Ambrosiana fino al febbraio del 1448. Dopo un breve ritorno al servizio degli Aragonesi, partecipò alla battaglia di Piombino e tornò al servizio dell'Aurea Repubblica Ambrosiana; conquistò quindi Guardasone e Noceto e difese invano Parma dall'assedio di Alessandro Sforza. Nel dicembre 1449 tornò al soldo degli Aragonesi. Fronteggiò con Ferrante d'Aragona le avanzate dell'esercito della Repubblica di Firenze.
Nel 1453, sotto il consenso aragonese, accettò di trasferirsi al servizio della Repubblica di Siena insieme a Raimondo d'Annecchino, ottenendo il comando di 500 lance. Si scontrò quindi con Sigismondo Pandolfo Malatesta ed Aldobrandino Orsini e conquistò Montevitozzo e Pitigliano, compiendo numerose razzie. Avendo fallito l'assedio di Sorano, dopo aver ricevuto 4 000 ducati, fu destituito dall'incarico, venendo sostituito dal Malatesta, che nel frattempo aveva mutato partito.
Tornò al servizio di Ferrante d'Aragona (nel frattempo succeduto al padre al trono napoletano), il quale lo mandò in Calabria a reprimere i moti di rivolta suscitati dal marchese di Crotone Antonio Ventimiglia; si scontrò con lui a Zagarise, Taverna, Sellia e Belcastro. Morì poco dopo il maggio 1459. Non avendo avuto figli maschi, i suoi feudi furono ereditati dal nipote Cola di Monforte, figlio di suo fratello Angelo di Monforte-Gambatesa.

## Ascendenza
|                                 |   |                      | Genitori              |  |  | Nonni |  |  | Bisnonni             |  |  | Trisnonni |  |
|                                 |   |                      |                       |  |  |       |  |  | Giovanni di Monforte |  |  | ?         |  |
|                                 |   |                      |                       |  |  |       |  |  | Giovanni di Monforte |  |  | ?         |  |
|                                 |   | ?                    |                       |  |  |       |  |  | Giovanni di Monforte |  |  |           |  |
| Riccardo di Monforte-Gambatesa  |   |                      |                       |  |  |       |  |  | Giovanni di Monforte |  |  |           |  |
|                                 |   | Sibilia di Gambatesa | Riccardo di Gambatesa |  |  |       |  |  |                      |  |  |           |  |
|                                 |   | Sibilia di Gambatesa | Riccardo di Gambatesa |  |  |       |  |  |                      |  |  |           |  |
|                                 |   | Sibilia di Gambatesa | Tommasella di Molise  |  |  |       |  |  |                      |  |  |           |  |
| Guglielmo di Monforte-Gambatesa |   | Sibilia di Gambatesa |                       |  |  |       |  |  |                      |  |  |           |  |
|                                 |   | ?                    | ?                     |  |  |       |  |  |                      |  |  |           |  |
|                                 |   | ?                    | ?                     |  |  |       |  |  |                      |  |  |           |  |
|                                 |   | ?                    | ?                     |  |  |       |  |  |                      |  |  |           |  |
| ?                               |   | ?                    |                       |  |  |       |  |  |                      |  |  |           |  |
|                                 |   | ?                    | ?                     |  |  |       |  |  |                      |  |  |           |  |
|                                 |   | ?                    | ?                     |  |  |       |  |  |                      |  |  |           |  |
|                                 |   | ?                    | ?                     |  |  |       |  |  |                      |  |  |           |  |
| Carlo di Monforte-Gambatesa     |   | ?                    |                       |  |  |       |  |  |                      |  |  |           |  |
|                                 | ? | ?                    |                       |  |  |       |  |  |                      |  |  |           |  |
|                                 | ? | ?                    |                       |  |  |       |  |  |                      |  |  |           |  |
|                                 | ? | ?                    |                       |  |  |       |  |  |                      |  |  |           |  |
| ?                               | ? |                      |                       |  |  |       |  |  |                      |  |  |           |  |
|                                 |   | ?                    | ?                     |  |  |       |  |  |                      |  |  |           |  |
|                                 |   | ?                    | ?                     |  |  |       |  |  |                      |  |  |           |  |
|                                 |   | ?                    | ?                     |  |  |       |  |  |                      |  |  |           |  |
| ? Montagano                     |   | ?                    |                       |  |  |       |  |  |                      |  |  |           |  |
|                                 |   | ?                    | ?                     |  |  |       |  |  |                      |  |  |           |  |
|                                 |   | ?                    | ?                     |  |  |       |  |  |                      |  |  |           |  |
|                                 |   | ?                    | ?                     |  |  |       |  |  |                      |  |  |           |  |
| ?                               |   | ?                    |                       |  |  |       |  |  |                      |  |  |           |  |
|                                 |   | ?                    | ?                     |  |  |       |  |  |                      |  |  |           |  |
|                                 |   | ?                    | ?                     |  |  |       |  |  |                      |  |  |           |  |
|                                 |   | ?                    | ?                     |  |  |       |  |  |                      |  |  |           |  |
|                                 |   | ?                    |                       |  |  |       |  |  |                      |  |  |           |  |

## Discendenza
Carlo di Monforte-Gambatesa si sposò con Orsina Orsini, da cui ebbe quattro figlie:
- Lucrezia, andata in sposa a Giulio di Capua[10];
- Catella, che sposò nel 1440 Menelao Di Gennaro[10];
- Margherita, la quale sposò Giovanni Gambacorta[10];
- Viola, che sposò Sforza Gambacorta[10].